# San Siro
San Siro är en kommun i Comoprovinsen, i den italienska regionen Lombardiet. Kommunen hade 1 724 invånare (2018) och gränsar till kommunerna Bellano, Cremia, Dervio, Menaggio, Perledo och Plesio.